# Gräber von Rhynie
Die bei einer archäologischen Grabung 2013 entdeckten piktischen Gräber von Rhynie in Aberdeenshire in Schottland könnten Mitglieder der piktischen Führungsschicht geborgen haben. Die Auffindung eines sorgfältig aus Sandsteinplatten errichteten Grabes mit menschlichen Überresten (Becken, Bein- und Kieferknochen) ist eine der ersten im Nordosten Schottlands. Menschliche Überreste aus dieser Zeit sind im Nordosten Schottlands äußerst selten, da der Boden hier sauer ist. Die Sandsteinplatten und der zerbrochene Deckstein einer Steinkiste haben geholfen das Skelettmaterial zu bewahren. 
Das Königreich der Pikten war eines der mächtigsten im poströmischen Britannien, aber seine sozialen und politischen Strukturen sind aufgrund des Fehlens historischer Aufzeichnungen weitgehend unbekannt. Im Gegensatz zur Tradition in den angelsächsischen Gebieten des Südens wurde in Schottland weitgehend beigabenlos bestattet. 
Rhynie ist für seine acht Piktensteine, darunter den Craw Stane bekannt. Die neuen Grabungen haben seltene Exemplare mediterraner Importe und komplexer Metallarbeiten erbracht, die die Theorie stützen, dass das Gebiet ein piktisches Machtzentrum war. Scherben importierten Glases aus Westfrankreich wurden auch in der Nähe der Gräber von Rhynie gefunden. 
Die piktischen Kernländer und deren Machtbasis wurden lange im Zentrum Schottlands vermutet. Die neuere Forschung hat Fortriu, das meistgenannte Piktenreich, in der Nähe des Moray Firth verortet. Die Funde und die Belege für eine Metallbearbeitung legen nahe, dass Rhynie im 5. und 6. Jahrhundert, unmittelbar nach Abzug der römischen Truppen aus Britannien, eine Führungsrolle innehatte.